# Бенкалис
Бенкалис (индон. Pulau Bengkalis) — остров в Индонезии. Входит в состав провинции Риау, а внутри её — в округ Бенкалис.

## География
Остров Бенкалис располагается в Малаккском проливе, недалеко от побережья Суматры. В 195 км к востоку от Бенкалиса находится город-государство Сингапур.
Площадь острова — 938,4 км². Параметры острова — 68×19 км. Высота над уровнем моря в основном колеблется в промежутке между 100 и 200 м.

## Административное устройство
Остров входит в состав провинции Риау и округа Бенкалис. На острове находится административный центр округа — город Бенкалис.

## Экономика
Через морские порты острова вывозятся на экспорт лесоматериалы, табак, каучук и резина.
Между Бенкалисом и Суматрой налажена морская связь, в том числе, существуют водные туристические маршруты.